# Alaminos (Pangasinan)
Alaminos è una città componente delle Filippine, situata nella Provincia di Pangasinan, nella Regione di Ilocos.
Alaminos è formata da 39 baranggay:
- Alos
- Amandiego
- Amangbangan
- Balangobong
- Balayang
- Bisocol
- Bolaney
- Baleyadaan
- Bued
- Cabatuan
- Cayucay
- Dulacac
- Inerangan
- Landoc
- Linmansangan
- Lucap
- Maawi
- Macatiw
- Magsaysay
- Mona

- Palamis
- Pandan
- Pangapisan
- Poblacion
- Pocalpocal
- Pogo
- Polo
- Quibuar
- Sabangan
- San Antonio (R. Magsaysay)
- San Jose
- San Roque
- San Vicente
- Santa Maria
- Tanaytay
- Tangcarang
- Tawintawin
- Telbang
- Victoria